# Oost-Thürings voetbalkampioenschap 1928/29
In 1928/29 werd het vijftiende voetbalkampioenschap van Oost-Thüringen gespeeld, dat georganiseerd werd door de Midden-Duitse voetbalbond. SC Apolda werd kampioen en plaatste zich voor de Midden-Duitse eindronde. De club versloeg SV Köthen 02, SpVgg 02 Erfurt en verloor dan van Sportfreunde 1900 Leipzig.

## Gauliga
| Plaatsa | Club                      | Wed. | W  | G | V  | Saldo | Ptn.  |
| ------- | ------------------------- | ---- | -- | - | -- | ----- | ----- |
| 1.      | SC Apolda                 | 18   | 14 | 2 | 2  | 90:25 | 30:6  |
| 2.      | 1. Jenaer SV 03           | 18   | 14 | 1 | 3  | 63:23 | 29:7  |
| 3.      | VfB 1910 Apolda           | 18   | 10 | 1 | 7  | 62:39 | 21:15 |
| 4.      | VfL 1906 Saalfeld         | 18   | 9  | 1 | 8  | 42:40 | 19:17 |
| 5.      | SV Kahla 1910             | 18   | 7  | 3 | 8  | 47:44 | 17:19 |
| 6.      | SC 1903 Weimar            | 18   | 8  | 1 | 9  | 26:37 | 17:19 |
| 7.      | VfL/MSV Richthofen Weimar | 18   | 7  | 3 | 8  | 42:54 | 17:19 |
| 8.      | VfB Rudolstadt            | 17   | 6  | 3 | 8  | 47:59 | 15:19 |
| 9.      | BC 1903 Vimaria Weimar    | 18   | 3  | 3 | 12 | 25:53 | 9:27  |
| 10.     | SpVgg Jena                | 17   | 1  | 2 | 14 | 18:88 | 4:30  |

|  | Kampioen, geplaatst voor Midden-Duitse eindronde |